# بات كوستيلو
بات كوستيلو (بالإنجليزية: Pat Costello)‏ هو مجدف أمريكي، ولد في 12 مارس 1929 في ديترويت في الولايات المتحدة، وتوفي في 12 يوليو 2014 في هاربور سبرينغز في الولايات المتحدة.

## وصلات خارجية
- بات كوستيلو على موقع الاتحاد الدولي للتجديف (الإنجليزية)
- بات كوستيلو على موقع اللجنة الأولمبية الدولية (الإنجليزية)
- بات كوستيلو على موقع أوليمبيديا (الإنجليزية)